# Pervomaiski (Sverdlovsk)
Pervomaiski (en rus: Первомайский) és un poble (un possiólok) de l'óblast de Sverdlovsk, a Rússia, segons el cens del 2010 tenia 68 habitants.